# Camino de Ronda
Camino de Ronda es un barrio de la ciudad andaluza de Granada, España, perteneciente al distrito Ronda. Está situado en la zona central del distrito. Limita al norte con los barrios de Rosaleda y Pajaritos; al este, con el barrio de Centro-Sagrario; al sur, con el barrio de Fígares y los términos municipales   Armilla y Churriana de la Vega; y al oeste, con el término municipal de Vegas del Genil.

## Lugares de interés
- Parque Federico García Lorca
- Parroquia de San Rafael Arcángel.

- Parroquia de Santa Teresa de Jesús. Calle Virgen Blanca nº 5. Edificio de estilo contemporáneo.
- Capilla de los padres carmelitas. Calle Martínez de la Rosa, nº.11.
- Colegio "Santo Tomás de Villanueva", Agustinos Recoletos.
- Hipercor
- Calle Pedro Antonio de Alarcón
- Campus de Fuente Nueva